# فیوک، کورنوال
فیوک (به انگلیسی: Feock) یک روستا و محله مدنی در بریتانیا است که در کورنوال واقع شده‌است. فیوک ۳٬۷۰۸ نفر جمعیت دارد.